# Serious Money
Serious Money est une pièce de théâtre écrite par la dramaturge britannique Caryl Churchill en 1987.
La première représentation fut produite à Londres, au Royal Court Theatre, en 1987. Elle a connu un important succès, même parmi ceux dont elle faisait la satire. 

## Argument
Arbitragistes dans des offres publiques d'achat à haut risque ; blancs chevaliers et raiders : tel est le monde financier des années 1980.